# 丸の内ルーブル
丸の内ルーブル（まるのうちルーブル、1987年10月3日 - 2014年8月3日閉館）は、東京都千代田区有楽町センタービル新館7・8階(約505坪)で、東映と東急レクリエーションの合弁企業(株)テイ・アンド・テイ映画興行、後に東急レクリエーションが運営・経営していた日本の映画館である。
「TOP&カード提示割引」の加盟店。

## 概要・歴史
有楽町駅前再開発事業は1978年に、旧朝日新聞東京本社と旧日本劇場（日劇）が古くなったため、再開発を一緒に行うと原則合意したことで本格的に動き出したもので、二期に分かれて工事が行われた。二期工事である別館（新館）の建設場所にはかつて朝日新聞社を家主とする朝日ビルがあり、ここには松竹系の丸の内ピカデリーと丸の内松竹の二館が入っていた。当然、新ビルが出来れば松竹が二館の権利を持っていたが、岡田茂東映社長が政治力で一館を奪い取った。岡田は大川博がかつてNET（現・テレビ朝日）の株を朝日新聞社に全部譲った恩を着せて「おれのとこも権利があるじゃないか」と迫ったといわれる。当時東映は本社を茗荷谷へ移転する構想があったため、銀座・有楽町地区に映画館を二館は残しておきたいという構想があり、最初は一館ではなく二館と判明し、これに怒った奥山融松竹社長が渡辺誠毅朝日新聞社社長に抗議したが、岡田にしてみれば、松竹はともかく日劇を持つ東宝が新館を支配してしまうと有楽町が東宝一色になってしまうという警戒心があった。東映は近くに本社の入る丸の内東映を持つため、この機会に有楽町地区の興行網を固めたいという構想があった。当初はキャパ1000という戦艦級の東映洋画系の劇場を作る予定もあったが、テナント代が高く、収支面を検討すると採算の確保が難しいと判断され、再検討していた。二館分のスペースをどう使おうと勝手だろと開き直り、結局一館にした。
1980年1月に岡田が東急レクリエーション（以下、東急レク）社長に就任。東映と東京急行電鉄は相互に株式を持ち合う形で資本提携を行った。東急系の一興行会社の就任パーティなのに兄弟分の五島昇は勿論、日本商工会議所会頭・永野重雄、副会頭・小山五郎、今里広記ら、財界の超大物が多数出席し来賓を驚かせた。当時の日本の洋画興行は、東宝、松竹、東急レクの大手興行3社によって運営され、東宝（TYチェーン）vs松竹、東急レク連合（STチェーン）という図式で、劇場数はさほど変わりはなかったが、シェアはTYチェーン、6対4、STチェーンで、大作の多くがTYチェーンに流れていた。東映は東京都内には洋画系劇場を3つしか持っていなかったが、地方を合わせると約50館あり、逆に東急レクは地方に劇場を持っていなかった。当時は松竹も、東京都内に大劇場が少なく、洋画は勿論、邦画興行も東急レクと手を切ったら、ロードショー公開に支障をきたし、東急レクのご機嫌を損ねないよう気を遣っていた。岡田が東急レクの社長に就任すると、松竹を外して東映＝東急レクで新しい洋画チェーンを作り、将来的にはTYチェーンと組むのではなど、業界ではSTチェーン再編成の予測もされ、そうなるといい洋画は全部TYチェーンに流れてしまうため、松竹は苦しい立場に追い込まれ、STチェーン内での岡田の影響力が増した。連合というのはイニシアティブの取り合いで内紛を起こしやすく、東宝は「岡田のスタンドプレイを期待し高みの見物」と書かれたものと、「松竹は仕方ないが東映の入るのを拒もうと画策したが朝日新聞社が噛んでいてダメだった」と書かれた文献がある。また東急レクはそれまで東急グループのお荷物と呼ばれる存在だったが、東急グループの総帥・五島昇の兄弟分である岡田の社長就任で会社の地位も浮上し社員のやる気も上がった。STチェーンが強くなるに連れ『E.T.』など、いい映画も獲得することができ、ヒット作が続出した1983年12月期には、前年対比52％増と東急レク創業以来最高の成績を挙げ、売上高176億5000万円と、一興行会社としては空前の成績を残した。五島昇が1984年5月、日本商工会議所会頭に就任し、五島は元々、大谷竹次郎の時代から歌舞伎座の役員で、この関係で1970年代から松竹の役員になり、取締役相談役として、今里広記取締役相談役と共に1984年2月に当時の大谷隆三松竹社長が放火事件を起こした際も紛争回避に動き、後継社長問題を円満に終結させた。1985年末に五島は松竹の個人筆頭株主に、1989年6月には岡田が東京急行電鉄の取締役に就任し、増々、五島＝岡田の影響力が増した。
当初は東映の劇場を建設予定であったが、岡田は自身がイニシアティブを執ってSTチェーンで内紛を起こしては、TYチェーンの思う壺と、松竹、東急レク、東映の三者連合の結束が先決と判断し、東映と東急レクを提携させ、資本金1000万円（東映70%、東急レク30%、岡田茂社長）で、テイ・アンド・テイ映画興行を設立し本劇場が開館した。東映は近くに丸の内東映があるが有楽町は初進出。東急レクは、渋谷・新宿を中心に都内一等地に大型の劇場チェーンを持つ興行会社だが、銀座・有楽町・日比谷地区には劇場がなく、待望の有楽町進出だった。
「丸の内ルーブル」という館名も岡田の命名。オープニング上映作品も岡田が『イーストウィックの魔女たち』を選んだ。

## 歴史
- 1987年10月03日：「テイ・アンド・テイ映画興行」の運営・経営により開館。
- 1988年01月23日：『ラストエンペラー』（松竹富士配給）封切。劇場の知名度を一気に上げる[28]。
- 1992年12月05日：『ボディガード』封切。半年に及ぶロングランヒットを記録する。
- 2005年：座席数が516から470に減少。7月からは全席指定席制度を導入。
- 2005年12月10日：映画施設では日本初のネーミング・ライツ（命名権）導入に伴い[3]、久光製薬が命名権を取得し「サロンパス　ルーブル丸の内」と改称[3]。
- 2008年12月01日：それまで経営していた「テイ・アンド・テイ映画興行」が解散。東急レクリエーションに経営が譲られ、館名が「丸の内ルーブル」に戻る。
- 2010年04月17日：この日封切の『アリス・イン・ワンダーランド』から3Dデジタルシネマシステムを導入。
- 2014年08月03日：建物の賃貸契約期間満了に伴い閉館[31]。閉館後、同館の椅子はかつての共同経営社である東映の直営館渋谷TOEIで使用されている。
- 2017年07月07日：当館跡地に「オルタナティブシアター」(スタジオアルタ運営)がオープン[32][33]。

## 特徴
- 定員470人（車椅子用のスペース1箇所を含む）　松竹東急系のチェーンのチェーンマスターの1つ。松竹東急系（STチェーン）では丸の内ピカデリー1と並ぶ大規模なチェーンを持つ映画館である[4]。
- 東映、東急レクの社長を兼ねる岡田の「とにかく超豪華なものを作れ」という指示で[34]、「小屋」という業界用語がもはや通じない桁外れにデラックスな映画館を誕生させた[34]。キャッチフレーズは「扉を開ければ21世紀」[34]。有楽町の新名所になることを目指した[1]。館内には薄紫色のふっかふかの絨毯を敷きつめ[30][34]、壁面には外国産の大理石をたっぷりハメ込み[34]、ロビーには日本画家・髙山辰雄の「聖家族」を展示[3]。場内の天井には特殊クリスタル・ガラス約1万個を使用したオーストリア製の巨大なシャンデリアがあり[3][28]、種々の設備が一級品で、館内設備はしめて20億円[34]。若い女性客から「同じ映画を観るなら丸の内ルーブルで」と思ってもらえるような劇場を目指した[28]。一周年記念上映の『存在の耐えられない軽さ』は観客は女性が大半を占めた[28]。当然、坪単価も安くない場所で建設及び、運営にあたっても苦労が多かった[28]。マリオンの他の映画館が1989年の正月興行から一斉に入場料の値上げを実施したが[28]、岡田社長が「映画ファンに夢を壊すようなことはしない。値上げは絶対にしない」と断言し、長く開館当初の入場料に据え置いた[28]。
- 天井の巨大シャンデリアは一億円[30][34]。コンピュータの操作で上下が可能で[34]、近年までは上映開始時と終了時に上下させた[3]。閉館日となった2014年8月3日の最終上映終了後に、このシャンデリアと緞帳が上下する様子が関係者及び希望した観客に対し数年ぶりに公開された。